# Inmigración suiza en Chile
Actualmente hay 15.000 ciudadanos suizos residentes en Chile y entre 90.000 y 100.000 chilenos son descendientes de suizos, siendo el país con el mayor número de localidades fundadas por suizos en América Latina, uno de los países de mayor número de miembros integrantes de la comunidad suiza latinoamericana junto con Argentina y uno de los países de la región con más descendientes de helvéticos.

## Historia
El número de suizos en Chile aparenta ser menor, a pesar de tener un número relativamente grande de miembros. Esto se debe a sus características lingüísticas y culturales son comúnmente confundidos con los alemanes, italianos y franceses. Durante el periodo colonial y mientras el actual territorio del Chile continental se encontraba bajo dominio del Imperio español, casos puntuales de emigrantes suizos llegaron al país, entre los que se cuentan los sacerdotes católicos Johann Jakob Stulz y Josef Imhof, quienes son considerados los primeros suizos en pisar territorio chileno. La inmigración suiza en Chile tuvo lugar a finales del siglo XIX y una vez obtenida la independencia del país, entre 1883 y 1900, en particular en el ámbito de la colonización europea de la Araucanía, especialmente en Victoria, Traiguén y Purén. Se estima que más de 8000 familias recibieron concesiones de tierras.
En el siglo XIX, la apertura de nuevas tierras en el Nuevo Mundo y la crisis económica en Europa, que se movilizó a los sectores más empobrecidos de la sociedad a emigrar, principalmente a los Estados Unidos y Canadá en América del Norte, Argentina,
Brasil, Uruguay y Chile en América del Sur, y Australia. Fue organizado éxodo y duración limitada. Puesto que la inmigración económica, el Estado asumió un papel regulador de la concesión o denegación de las solicitudes de licencia. En lo que respecta a los intereses de los inmigrantes en Chile, se inició formalmente en 1853, cuando se reunieron en Berna, capital de Suiza, los primeros informes sobre la experiencia en la colonización en el sur de Chile.
A través de los informes oficiales del Consulado de Suiza en Valparaíso, destacando las ventajas o desventajas que Chile ofrece a los inmigrantes en Europa.
Sólo 28 años después del comienzo de la colonización alemana en el sur de Chile, el Consejo Federal en 1881, autorizó a los organismos especializados para operar en Suiza para reclutar a los emigrantes. El Consejo Federal después de años de examinar las ventajas y desventajas que apoyar la salida de los migrantes, plantea como premisa la suposición de que las autoridades chilenas insisten en Araucanía paz cuya posesión para los chilenos, que todavía no era en aquellos años plenamente logrado.
El primer contingente partió en noviembre de 1883, sería el piloto y su éxito dependería de las autorizaciones posteriores.
En diciembre de 1910 y con motivo de las celebraciones del Centenario de Chile, la comunidad suiza residente en el país donó el León Suizo, un monumento conmemorativo ubicado en la Alameda en agradecimiento a la buena acogida que tuvieron en el país sudamericano. 
El 29 de abril de 1893 se fundó el Liceo Agrícola y Forestal Suizo «La Providencia» de Traiguén, siendo la primera escuela suiza establecida en Latinoamérica. En 1939 se fundó el Colegio Suizo de Santiago. Otras instituciones relacionadas con la comunidad helvética son el Instituto Chileno-Suizo de Idiomas y Cultura, la Cámara Chileno-Suiza de Comercio AG., la Asociación de Descendientes Suizos de la Araucanía (ADES) y los clubes suizos de Santiago, Concepción, Temuco y Punta Arenas.

## La inmigración masiva

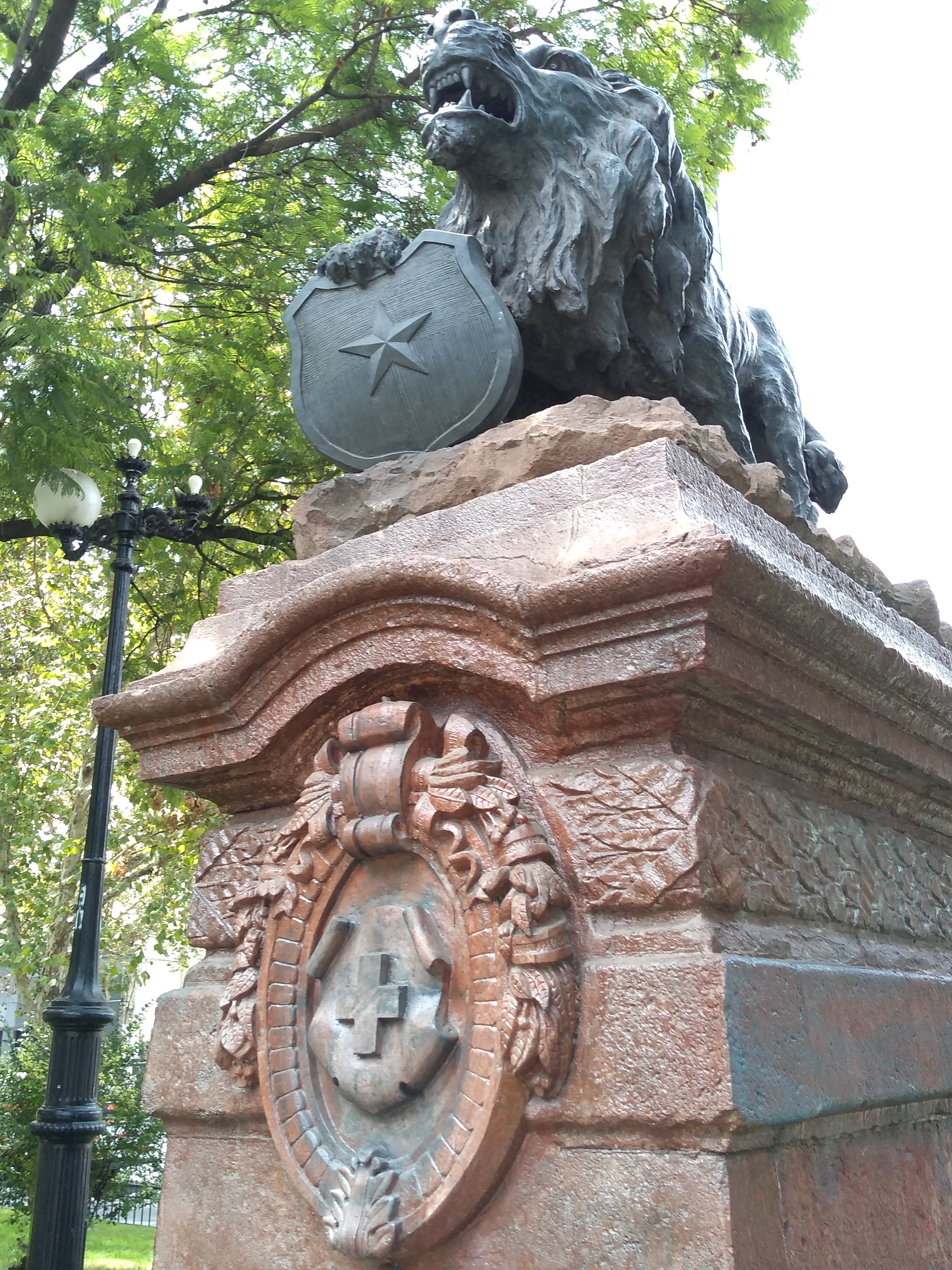
El «León Suizo» ubicado en la Alameda a la altura del Barrio Cívico de Santiago, fue un homenaje de la colonia suiza en conmemoración del centenario de la independencia de Chile.

El primer grupo estaba compuesto por 1.311 familias que desembarcaron en Valparaíso el 19 de diciembre de 1883. Entre 1883 y 1886 fueron enviados al territorio de la Araucanía 12.602 suizos, lo que representa el 7% de la emigración Suiza en el extranjero. Las operaciones continuaron evolucionando hasta 1890, cuando se registraron 22.708 suizos sobre las 31 colonias en el corazón de la Araucanía. 72,7% de ellos estaban establecidos en las 7 colonias más importantes de la época:
- Temuco
- Victoria
- Traiguén
- Faja Maisan
- Quino
- Galvarino
- Ercilla
- Pitrufquén

En 1884 fueron enviadas cinco familias suizas junto a 48 alemanas para la fundación de Contulmo, a los pies de la cordillera de Nahuelbuta, como también luego otras familias de origen suizo se radicaron desde las "colonias suizas" hacia otras ciudades cercanas como Angol, Pucón, Villarrica y Los Sauces. Más tarde, durante 1915 a 1950 fue el último éxodo masivo de grabado suizo a Chile registraron 30.000 residentes instalados en la zona central del país, principalmente en Santiago y Valparaíso.